# 弗兰茨·威廉·容洪
弗里德里希·弗兰茨·威廉·容洪（Friedrich Franz Wilhelm Junghuhn，1809年10月26日—1864年4月24日）是德国植物学家。他的父亲弗里德里希·容洪（Friedrich Junghuhn）为理发师和外科医生。母亲名为克莉丝汀·玛丽·希勒（Christine Marie Schiele）。1827年至1831年，弗兰茨·威廉·容洪在柏林和哈雷研究药物。1830年，在《Limnaea》上发表了一篇关于蘑菇的开创性论文，其名为《Ein Journal für Botanik》。

## 身世
学生时期的他患有抑郁症，曾企图自杀。他参与过“光荣使命”，在一次决斗中枪杀了人，但他可能并不知道是他所为。之后，他逃到普鲁士军队中，在那里做了一名外科医生，不过他很快就被发现，并被判处10年徒刑。他在服刑期间装疯卖傻，约在1833年秋逃出了监狱。此外，他曾短暂的加入了在北非的法国外籍兵团，但也很快由于健康问题被解雇。在巴黎时，他遇到著名的荷兰植物学家克里斯蒂安·亨德里克·佩松（Christian Hendrik Persoon）。伯素建议他争取加入荷兰殖民军，以有机会作为一名医生而派往荷属东印度群岛。他接受了建議，并于1835年初夏离开欧洲（荷兰海勒富特斯勒斯），1835年10月13日到达雅加达。

## 爪哇
他来到爪哇后，对这一地区和当地人进行了广泛的研究。分别在1845年和1847年创作了《爪哇地形与科学之旅》（Die Topographischen und Naturwissenschaftlichen Reisen durch Java）和《苏门答腊巴塔克之地》（Die Bättalander auf Sumatra）。1849年，再次由于健康欠佳而被迫返回荷兰。1850年1月23日，他与约翰娜·路易莎·弗雷德里卡·科赫（Johanna Louisa Frederika Koch）结为夫妻，并有了一个儿子。1850年至1854年之间，他在荷兰陆续发表了4卷作品——《来自爪哇内陆的光影图片》。但其作品倍受争议，他在殖民地主张社会主义，并强烈的批判对爪哇人的基督教和伊斯兰教传教。他为了一种泛自然神论的模式而废寝忘食。他认为上帝存在于一切事物中，但只能通过理性来感知。奥地利和德国的部分地区以“诋毁和诽谤基督教”的原因而查禁了他的作品，不过他在荷兰以匿名首次发表了这些作品且销量极好。其也在印尼殖民地大受欢迎，但荷兰基督教会仍强烈反对。也因此，第一卷的出版者——雅各布斯·哈岑贝格（Jacobus Hazenberg）拒绝继续他们之间的合作关系；其余三卷由敢言的自由主义者——弗兰茨·君斯特（Frans Günst）发表。自1855年10月1日起，其分为三期刊登于自由思想家们新开办的杂志《De Dageraad》中。
1855年，他病愈后回到了爪哇。他对植物学及其实际应用有着极大的兴趣，但与万隆的J.E. de Vrij一同卷入了一场同约翰内斯·伊莱亚斯·特斯曼和尤斯图斯·卡尔·哈斯卡尔（Justus Carl Hasskarl）争论中。1864年，他因肝病死于爪哇。
容洪桫椤（Cyathea junghuhniana）和容洪猪笼草（Nepenthes junghuhnii）是以他的名字命名的。

## 扩展阅读
- Biography (in German)[永久]
- Biography (in Dutch) （页面存档备份，存于）
- Book descriptions , , ,